# Carebara altinoda
Carebara altinoda (лат.) — вид очень мелких муравьёв рода Carebara из подсемейства Myrmicinae (Formicidae). Эндемик Китая.

## Описание
Мелкие муравьи желтовато-коричневого цвета (голова и брюшко темнее, буровато-чёрные). От близких видов (например, от Carebara capreola) отличается следующими признаками: голова слегка длиннее своей ширины, затылок с небольшими выступами-углами (рогами), глаза развиты. Длина тела рабочих составляет 1—2 мм, солдат 4—5 мм. Проподеум угловатый, но без выступающих зубцов. Усики солдат и рабочих 11-члениковые с 2-члениковой булавой. Скапус короткий. Мандибулы с 5 зубцами. Нижнечелюстные щупики состоят из 2 члеников, нижнегубные из 2. Имеют диморфичную касту рабочих с мелкими рабочими и крупными солдатами. Стебелёк между грудкой и брюшком состоит из двух члеников: петиолюса и постпетиолюса (последний четко отделен от брюшка), жало развито, куколки голые (без кокона).

## Систематика
Вид был описан в 2003 году по материалам из Китая китайским энтомологом профессором Ж. Сю (Zhenghui Xu), под первоначальным названием Oligomyrmex altinodus  Xu, 2003. Относят к трибе Crematogastrini (ранее в Solenopsidini).